# Maxillariella yucatanensis
Maxillariella yucatanensis är en orkidéart som först beskrevs av Germán Carnevali och Rolando Jiménez Machorro, och fick sitt nu gällande namn av Mario Alberto Blanco och Germán Carnevali. Maxillariella yucatanensis ingår i släktet Maxillariella och familjen orkidéer. Inga underarter finns listade i Catalogue of Life.